# Apotheke am Molkenmarkt
Die Apotheke am Molkenmarkt (meist benannt nach den jeweiligen Besitzern, so auch Zorn’sche Apotheke genannt) war eine der ältesten Apotheken Berlins. Sie bestand von 1556 bis 1834.

## Lage

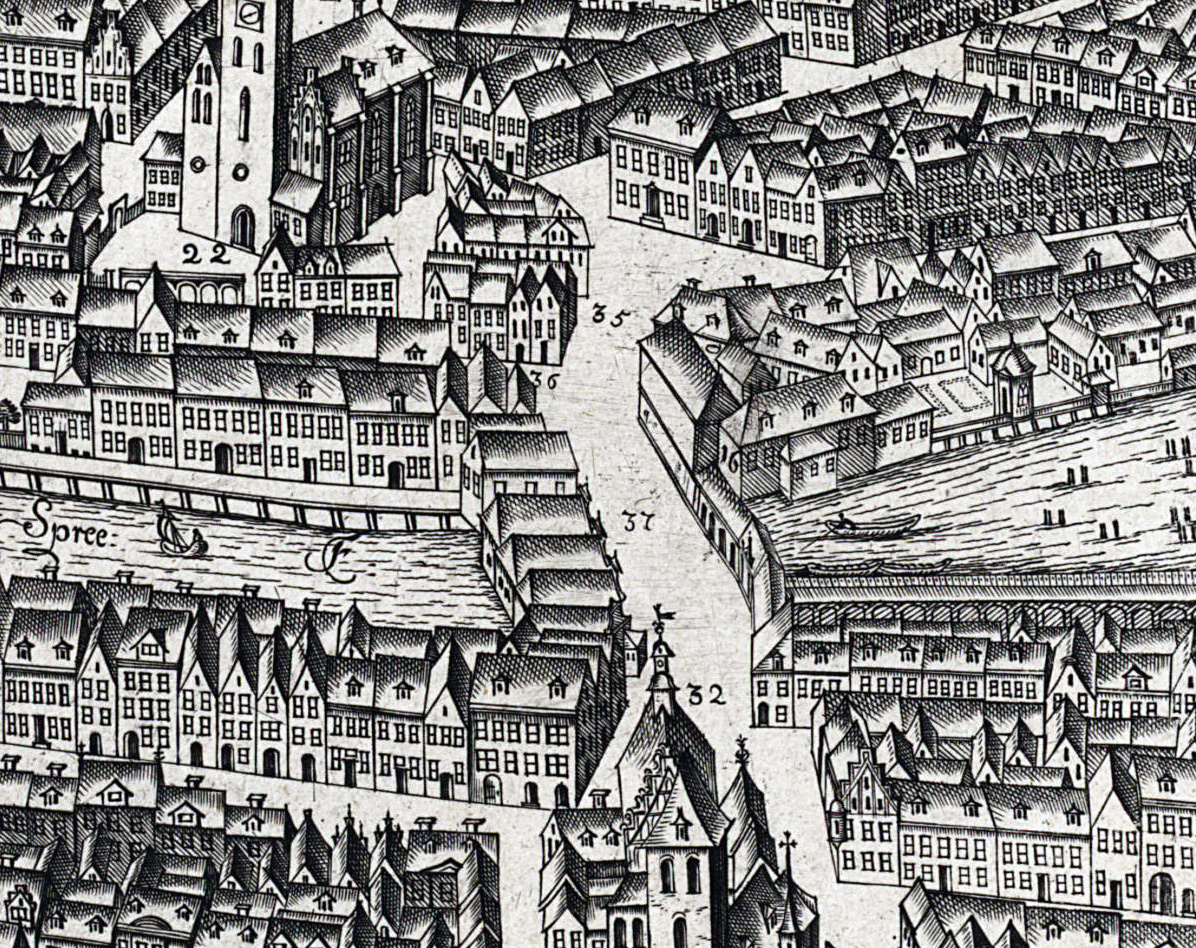
Molkenmarkt und Mühlendamm, 1688, Nr. 4 an der oberen rechten Ecke des dreieckigen Platzes (ob das Haus tatsächlich so aussah, ist unsicher)

Die Apotheke lag zuerst auf der südlichen Seite des Molkenmarktes an der Stralauer Straße (Stralauer Straße 32 oder 33 oder Molkenmarkt 3). Im späten 17. Jahrhundert wurde sie auf die gegenüberliegende Seite der Stralauer Straße an den Molkenmarkt 4 verlegt. Dieses Haus wurde 1945 zerstört und danach abgetragen.
Am Molkenmarkt 3 stehen aktuell später erbaute Gebäude, am ehemaligen Molkenmarkt 4 ist die Straßenkreuzung Stralauer/Grunerstraße noch bis 2021, ab 2022 soll eine Neubebauung erfolgen.

## Geschichte
1556 verlieh Kurfürst Joachim II. seinem Leibarzt Augustin Steel Privilegien für eine Apotheke am Berliner Markt (Molkenmarkt) und eine auf der Langen Brücke in Kölln (später: Apotheke zum roten Adler, Alexandrinenstraße 41 Ecke Kommandantenstraße). Beide gingen dann an den Apotheker Michael Aschenbrenner, der sie an zwei unterschiedliche Eigentümer weitergab. Unter Bartholomaeus Zorn oder seinem Sohn Friedrich erfolgte die Verlegung in die Nr. 4, letzterer erbaute 1696 dort ein neues Haus, das bis 1945 bestehen blieb. Dieses hatte ein massives Mauerwerk und ein Gewölbe im Erdgeschoss. 1701 stellte der junge Lehrling Johann Friedrich Böttger in der Apotheke erste Versuche an, Gold herzustellen.
Ernst Friedrich Julius Silway gab das Privileg nach 1807 an Georg Anton Koch, der eine Apotheke in der nahegelegenen Poststraße 17 Ecke Molkenmarkt eröffnete (später verlegt in die Oranienburger Straße 37, Dr. Brettschneider’s Apotheke). 
In den Jahren 2018 und 2019 fanden archäologische Untersuchungen der Grundmauern des Hauses Nr. 4 statt, an dessen Stelle eine Neubebauung erfolgen soll.

## Persönlichkeiten
Eigentümer und Leiter der Apotheke

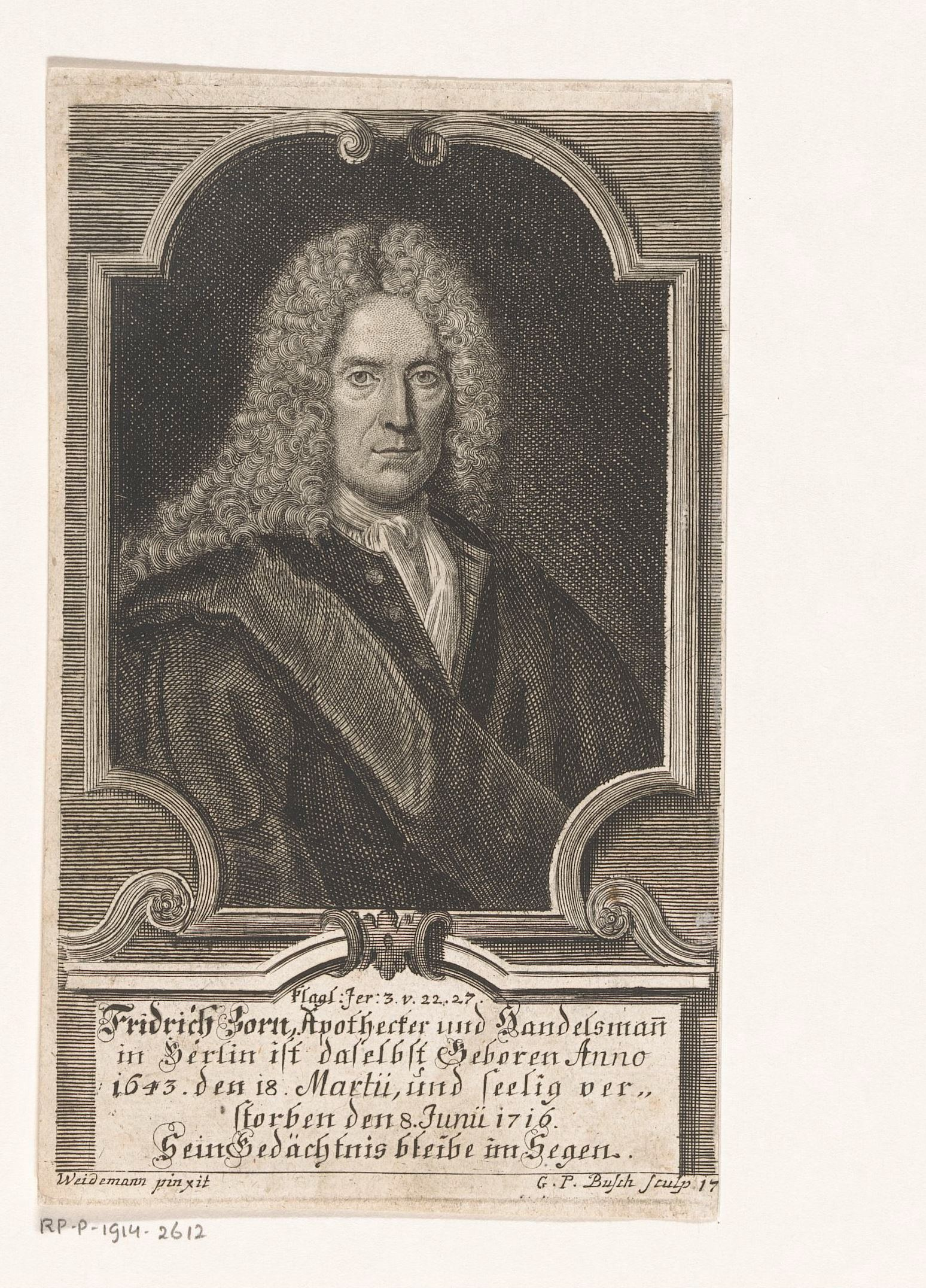
Friedrich Zorn

Die Apotheke war zum Teil im Besitz von Kaufleuten und anderen Nichtapothekern, die diese dann verpachteten.
- Dr. Augustin Steel (Stell), 1556, Leibarzt von Kurfürst Joachim II., verpachtete an Georg Scholle
- Michael Aschenbrenner, 1588–1605, besaß auch die Apotheke in Kölln
- Sylvester Lösicke, 1605–1620[5]
- Jacob am Ende, 1629–1635, Kaufmann
- Bartholomaeus Zorn, 1635–1667
- Friedrich Zorn, 1667–1716, erbaute 1696 ein neues Haus am Molkenmarkt 4
- Johann Christoph Schrader, 1716–1744, heiratete dessen Enkelin
- Georg Ernst Stahl d. J., 1744–1772, dessen Schwiegersohn, kein Apotheker
- Reich, 1799/1801, Kammerrat, Eigentümer des Hauses, kein Apotheker
- Ernst Friedrich Julius Silway, 1807, vergab die Privilegien offenbar bald an Georg Anton Koch in der Poststraße 17 Ecke Molkenmarkt, wurde 1809 als ehemaliger Apotheker bezeichnet, danach als Hofapotheker, lebte bis 1834 am Molkenmarkt 4, danach an verschiedenen Adressen bis nach 1844

Weitere Mitarbeiter
- Johann Friedrich Böttger, 1701 Lehrling, Erfinder des Porzellans und Alchimist